# Хорга (Румунія)
Хорга (рум. Horga) — село у повіті Васлуй в Румунії. Входить до складу комуни Єпурень.
Село розташоване на відстані 248 км на північний схід від Бухареста, 41 км на південь від Васлуя, 100 км на південь від Ясс, 95 км на північ від Галаца.

## Населення
За даними перепису населення 2002 року у селі проживали 473 особи, усі — румуни. Усі жителі села рідною мовою назвали румунську.